# Dodge Dart
Dodge Dart var en kompaktbil som tillverkades av Dodge åren 1963–1976 (1960 till 1962 fanns modellbeteckningen Dart på en större bilmodell). Den var mycket närbesläktad med Plymouth Valiant. Bilen var konventionellt uppbyggd med frontmonterad motor och bakhjulsdrift. Den levererades med såväl raka sexcylindriga motorer som V8-motorer. Flera karossalternativ fanns; 2- och 4-dörrars sedan, 2-dörrars hardtop, 2-dörrars coupé samt cabriolet. Dodge Dart ersatte Dodge Lancer och efterträddes av Dodge Aspen. Modellen kallas för "economy car" i Dodges försäljningsböcker för åren vilket avspeglas i den något sparsmakade utrustningsnivån. Servostyrning, AC och servobromsar var tillval. Dodge Dart upplevdes som en rolig bil med ganska bra vägegenskaper för sin tid av motorjournalisterna i USA och Sverige 

## 1963
Dodge Dart ersatte kompaktbilen Dodge Lancer. Dart tillverkades i versionerna 170, 270, och GT. De utrustade med raka sexor på 170 eller 225 cui (cubic inches), treväxlad manuell eller trestegs tryckknappsautomat och fanns i fem karossversioner: 2-dörrars convertible, 2-dörrars HT,  2- och 4-dörrars sedan samt station wagon.

## 1964
Fanns som 2- och 4-dörrars, 2-dörrars hardtopp och cabriolet samt 4-dörrars wagon, i tre utförande 170, 270 och GT. De flesta bilar (minst 170 897 med 6-cylindrig motor) såldes med 170 och 225 cui motor (6 cylinder) och tryckknapssautomat 904. Det såldes minst 21 776 med V8. Samtliga bilar hade trumbromsar fram och bak.

## 1965
65 års modeller presenterades 20 september 1964. Dart såldes i tre serier, Dart 170 och Dart 270 samt Dart GT. Totalt fanns Dart i 10 modellserier (6 och V8). Nytt för året var en V8 på 235 hk, med från insidan justerbar yttre backspegel, vinyltak, sportratt samt fabriksmonterad A/C.
Dartserien hade som standard en 6-cylindrig motor på 100 hk med 145 hk som tillval. Dart såldes som 2-dörrars sedan, 4-dörrars sedan samt stationsvagn. Denna serie sålde bra i Sverige under 1964/1965. 2 st Dart stationsvagn såldes som specialbeställning nya i Sverige 1965.
Dart 270 hade samma standardmotor som Dart. Tillval var en V8 273 cui på 180 hk samt en tillvalsmotor på 235 hk. Serien såldes som 2-dörrars sedan, 4-dörrars sedan, 2-dörrars hardtop, cabriolet samt stationsvagn. Dessa modeller såldes bra och många 4-dörrars Dart 270 gick i taxitjänst i Sverige. De modeller som salufördes i Sverige var Dart 270 4-dörrars sedan.
Dart GT såldes som 2-dörrars hardtop samt cabriolet. Dart GT hardtop sålde mycket bra i Sverige och var den stora volymbilen. 2 stycken Dart GT cabriolet specialbeställdes varav den ena skrotades efter krock på E18 1967.
För att möta konkurrensen i USA från Ford Mustang samt Plymouth Barracuda tog man i augusti 1964 beslut att bygga 180 fabriksbilar av märke Dodge Dart Charger. Cirka 126 2-dörrars hardtop och 54 cabrioleter byggdes. Dessa bilar fick en V8 på 235 hk, speciell lackering i gult, så kallad "spring color", Cragar S/S-fälgar samt svart eller vit/guld inredning. Vinyltak fanns som tillval. Anledningen till namnet Dart Charger var att man ville promota 1966 års Dodge Charger inför lanseringen. I Sverige finns 2 st Dart Charger.
Från 1 april 1965 lanserades även en annan specialutgåva, Dart Go/Go, med i princip samma tillbehör som Dart Charger.
Från slutet av maj 1965 fanns den större bakaxeln 8 3/4" med 3,91 utväxling för "racing purpose only". 

## 1966
Sista året med den lilla karossen. Fanns som 2- och 4-dörrars, 4-dörrars stationsvagn samt 2-dörrars hardtopp och cabriolet. Har ovala baklampor. De flesta  2-dörrars hardtopbilar (GT) såldes med 273 cui motor (8 cyl) och konsolväxelspak kopplad till en automatlåda 904. Samtliga bilar hade trumbromsar fram och bak. Även 6 cyindersmotorer fanns att tillgå, särskilt i 4-dörrarsvarianter. Dodge D/Dart var en Super Stock som tillverkades i 50 exemplar, den hade en 273 som levererade 275 hk.

## 1967
Första året med den nya, större karossen. Mellanår för modellen. De flesta Dodge Dart såldes med antingen rak 6:a och GT-modellen med 273 cui-motor med antingen 2-ports Carterförgasare eller 4-ports Carter- eller Rochesterförgasare fast då med tillägget "Charger". Fordon med 2-portsförgasare känns igen på emblemet "V8" på båda framskärmarna, 4-portsbestyckade bilar hade emblemet "273 4 barrel " istället samt en dekal på luftrenaren, så kallad pie-pan med texten "273 4 barrel Charger". Årsmodellen känns igen på de rektangulära framblinkersglasen. Såldes med både trumbromsar runt om eller skivor fram/trummor bak, 9 eller 10 tums trummor. Denna uppgradering kunde beställas av kunden och kallades för "police/taxi edition" Standard bakaxel 7 1/4-tum men bilar med den större 8 3/4-tums bakaxeln finns också. Fjädring bestod av torsionsaxlar fram och 5-7-bladiga bladfjädrar bak. De flesta såldes med 727-automatväxellåda. 904-låda med tryckknappsautomat fanns för 6-cylindermotorerna. GT-modellen hade separata stolar fram och konsolväxelspak. GT-modellen känns igen på emblem på framskärmarna, bakom främre hjulhuset, emblem i grillen samt den breda aluminiumplåten, med emblem, på bakluckan. Dart GTS introducerades i slutet av året med en 383 cui motor på 280 hk. Enda synbara skillnaden är "GTS 383 four barrel" emblem på framskärmarna. I grillen och på plåten på bakluckan står det ännu GT.

## 1968
Avgasreningssystemet "Clean Air Package" blev standardutrustning detta år. Årsmodellen känns igen på runda blinkersglas fram i grillen samt sidomonterade blinkers på skärmarna. Detta år tillverkades Dodge Dart GTS 2-Door Hardtop 426 Hemi V-8 4-speed 425 hk i 80 exemplar,modellbeteckning: LO23 Lightweight Super Stock Hemi Dart. I GTS introducerades 340 cui-motorn. 

## 1969
Detta år gick sportmodellen Dart GTS att beställa med en V8 på 440 kubiktum. Få bilar levererades dock med denna motor. Det var den sista årsmodell som tillverkades i cabrioletutförande.

## 1970
Big block-motorerna på 383 och 440 kubiktum utgick ur tillvalslistan, liksom cabrioletutförandet, eftersom Dodge ville undvika intern konkurrens med den nya Dodge Challenger.

## 1971
Årets nyhet var coupéversionen Dart Demon, motsvarigheten till Plymouth Duster.

## 1974
340-motorn ersattes detta år av 360-motorn, och sportmodellen var Dart Sport 360.

## 1975
Bilar som skulle säljas i Kalifornien utrustades detta år med katalysator.

## 1976
Den sista årsmodellen blev skivbromsar på framhjulen standardutrustning.

## Motoralternativ
- 170 cui Slant 6
- 198 cui Slant 6
- 225 cui Slant 6
- 273 (1964–1967)
- 318 (1968–1976)
- 340 (1968–1973)
- 360 (1974–1976)
- 383 (1967–1969)
- 426 Hemi (1968)
- 440 (1969)